# Castanopsis chapaensis
Castanopsis chapaensis är en bokväxtart som beskrevs av Luong. Castanopsis chapaensis ingår i släktet Castanopsis och familjen bokväxter.
Artens utbredningsområde är Vietnam. Inga underarter finns listade.